# Feltiella acarisuga
Feltiella acarisuga är en tvåvingeart som först beskrevs av Jean Nicolas Vallot 1827.  Feltiella acarisuga ingår i släktet Feltiella och familjen gallmyggor. Inga underarter finns listade i Catalogue of Life.